# 蘇博特尼基
蘇博特尼基是白俄羅斯的城鎮，位於伊維耶以北18公里，由格羅德諾州負責管轄，海拔高度156米，2000年人口776。在1921年簽署的里加和約中，該鎮被納入波蘭第二共和國的新格魯代克省管轄範圍。